# Crézançay-sur-Cher
Crézançay-sur-Cher is een gemeente in het Franse departement Cher (regio Centre-Val de Loire) en telt 65 inwoners (2009). De plaats maakt deel uit van het arrondissement Saint-Amand-Montrond.

## Geografie
De oppervlakte van Crézançay-sur-Cher bedraagt 7,6 km², de bevolkingsdichtheid is dus 8,6 inwoners per km².
De onderstaande kaart toont de ligging van Crézançay-sur-Cher met de belangrijkste infrastructuur en aangrenzende gemeenten.

## Demografie
Onderstaande figuur toont het verloop van het inwonertal (bron: INSEE-tellingen).